# Svartkällsskogens naturreservat
Svartkällsskogens naturreservat är ett naturreservat I anslutning till västra sidan om Lilla Skogssjön i Grödinge socken i Botkyrka kommun. Reservatet bildades i september 2013 och omfattar cirka 41 hektar skogs- och sumpmark. Reservatet förvaltas av Botkyrka kommun.

## Beskrivning
Reservatet sträcker sig sydväst om Lilla Skogssjön och omfattar  Lilla Skogssjöns utlopp i Uringeån, som har bildat en liten ravin. Söder om Uringeåns utlopp ligger en sumpskog som är glest bevuxen med långsamväxande tallar. Inom reservatet finns några våtmarker vilka bidrar till hög luftfuktighet som i sin tur gynnar mossor, lavar och svampar. Här har påträffats flera  rödlistade arter.
Enligt beslutet att bilda Svartkällsskogens naturreservat är syftet med reservatet "att bevara och främja naturlig utveckling av skogsmiljöerna, myrmarkerna och de geologiska processerna runt och i Uringeåns övre del, samt den rika och känsliga floran och faunan i området."

## Bilder

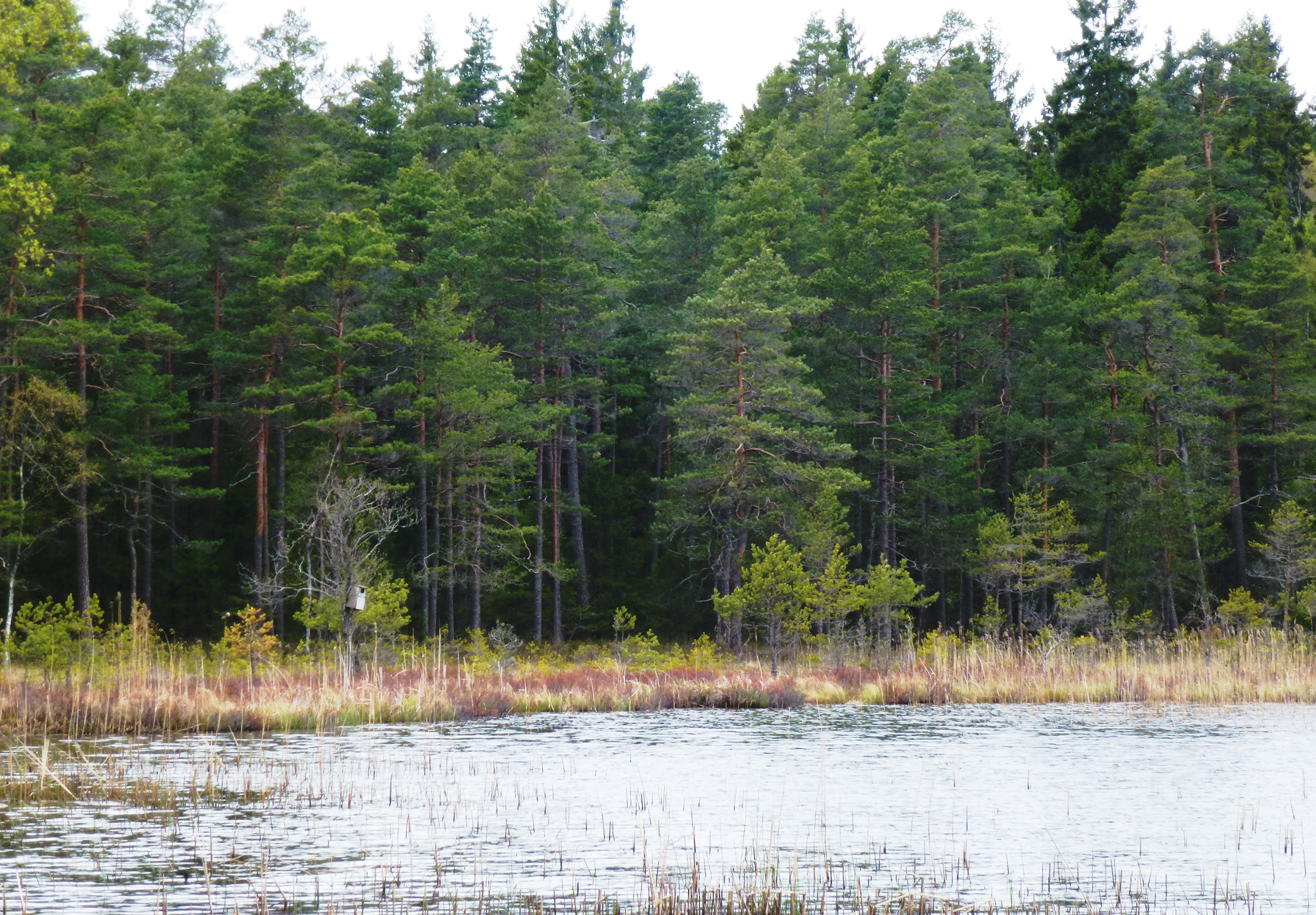
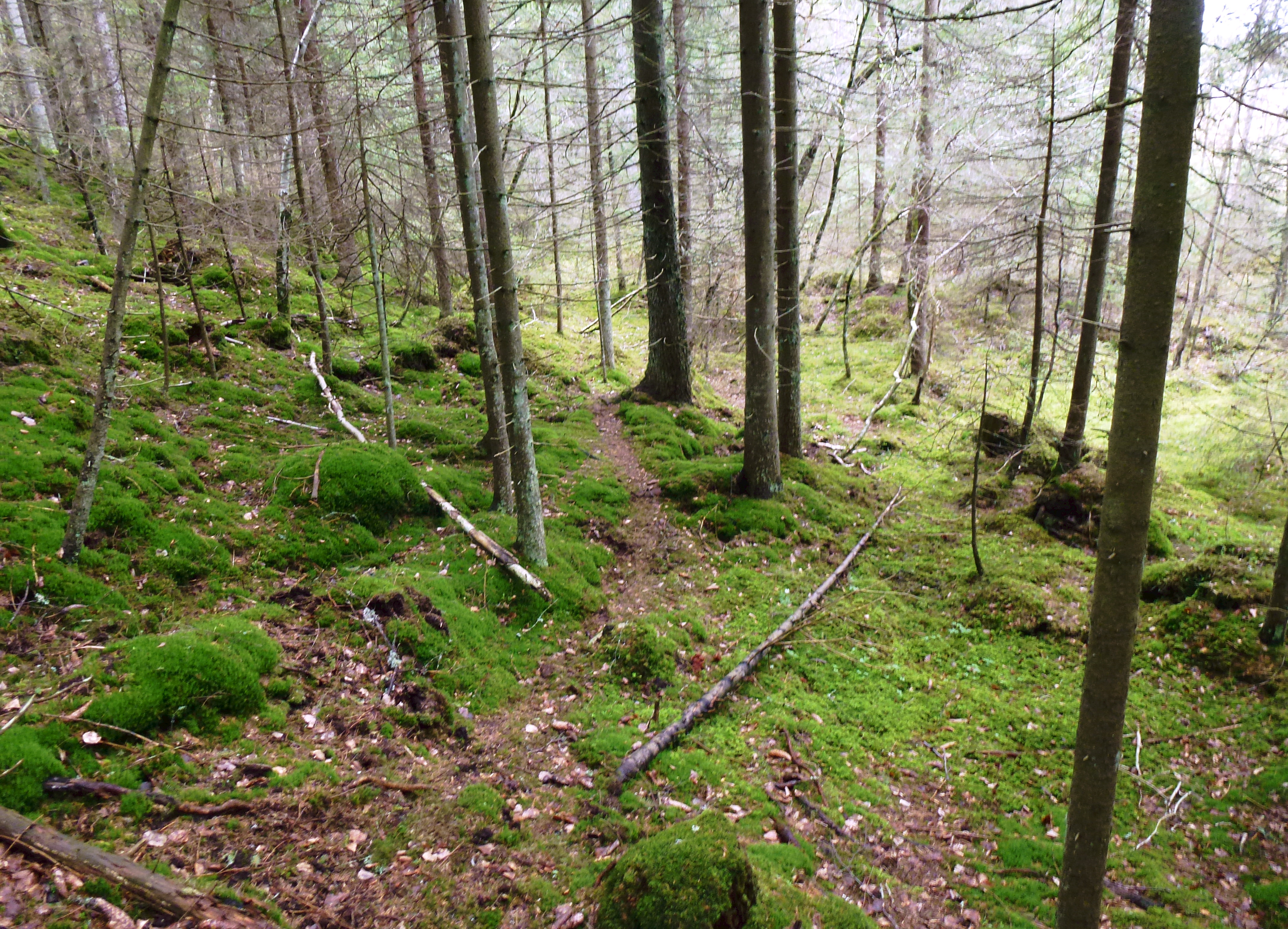
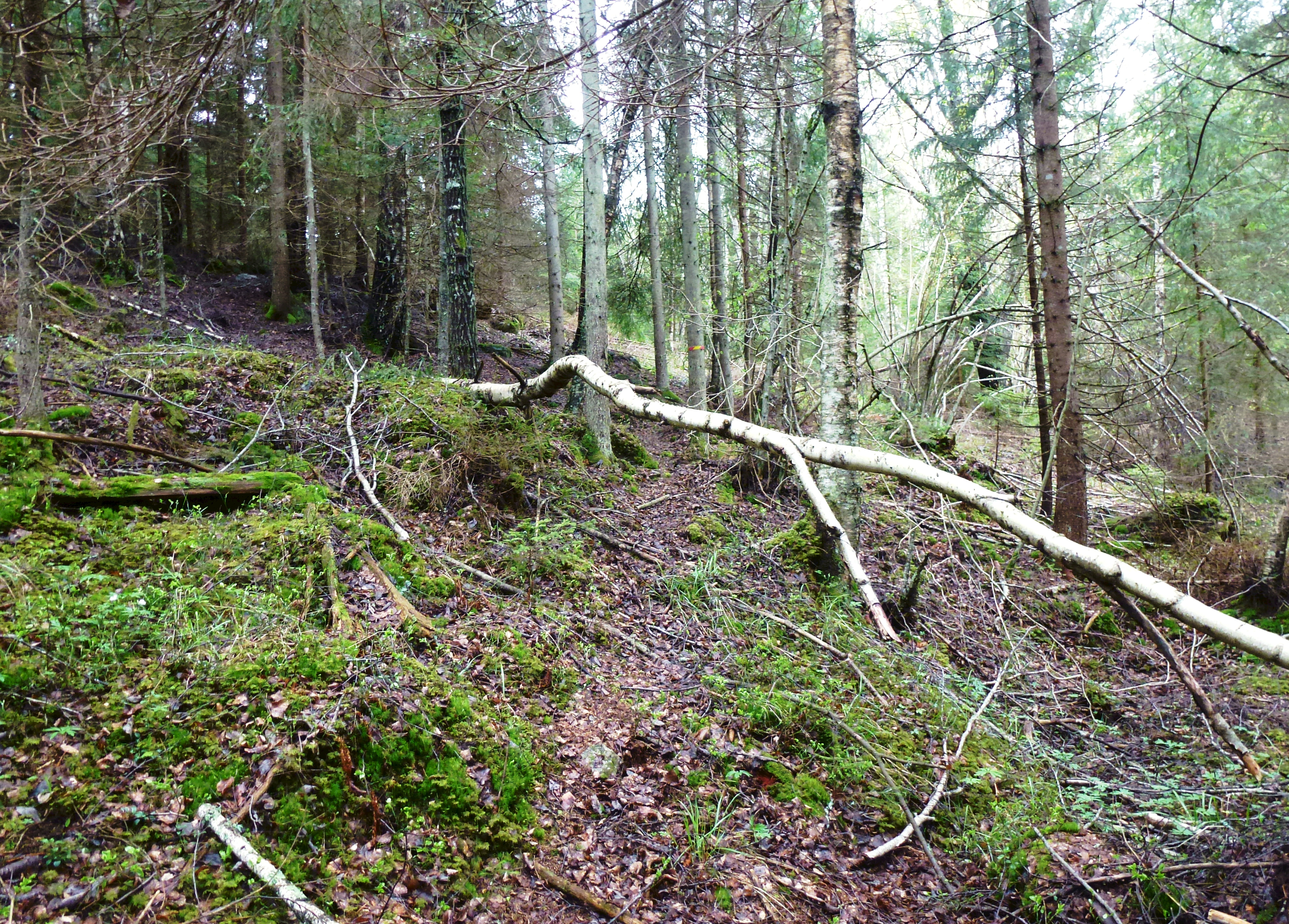